# Taranto Football Club 1986-1987
Questa voce raccoglie le informazioni riguardanti il Taranto Football Club  nelle competizioni ufficiali della stagione 1986-1987.

## Stagione
Nella stagione 1986-1987 il Taranto disputa il campionato cadetto, vi raccoglie 33 punti ottenendo il sedicesimo posto, ha ottenuto la salvezza disputando al termine del campionato due spareggi, vincendo con la Lazio e pareggiando con il Campobasso. Sono retrocessi il Campobasso, il L.R. Vicenza, il Catania ed il Cagliari. Sono salite in Serie A il Pescara, il Pisa ed il Cesena. In Coppa Italia il Taranto, prima del campionato, disputa il quinto girone di qualificazione, che promuove agli ottavi di finale il Napoli e la Lazio, nel raggruppamento il Taranto vince solo la gara di Vicenza, giocando a Lecce le due partite interne, per lavori di ampliamento allo Stadio Iacovone.
Si è trattato di un campionato anomalo, in quanto non tutte le squadre sono partite alla pari, a causa di un retaggio legato alla scorsa stagione, a illeciti sportivi provati, che hanno penalizzato la Lazio con 9 punti, il Cagliari con 5 punti, la Triestina con 4 punti. Il Taranto è partito con Mimmo Renna in panchina, ma ha disputato un girone di andata disastroso, chiuso con 12 punti in ultima posizione, poi la sterzata, grazie anche al cambio del tecnico con Fernando Veneranda in panchina. Nel girone di ritorno ha raccolto 21 punti, riuscendo prima ad agganciare gli spareggi, e poi a vincerli, mantenendo la categoria. Decisivo l'incontro dell'ultima di campionato, giocato sul campo neutro di Lecce e finito 3-0, un testa-coda drammatico che ha sancito il salvataggio degli ionici e la permanenza in Serie B del Genoa. Protagonista della salvezza tarantina Totò De Vitis che ha realizzato 18 reti, arrivando secondo nella classifica dei marcatori di categoria.

## Organigramma societario
Area direttiva
- Presidente: Vito Fasano
- Vice presidente: Nicola Bruni
- Direttore sportivo: Mario David poi dal marzo 1987 Vittorio Galigani
- Segretario: Giovanni Carone
- Medico sociale: dott. William Uzzi

Area tecnica
- Allenatori: Antonio Renna poi dalla 10ª giornata Fernando Veneranda
- Vice allenatore: Mario Biondi
- Allenatore Primavera: Federico Caputi
- Preparatore atletico: Luigi Perrone
- Massaggiatore: Fernando Fiorita

## Divise e sponsor

Una formazione tarantina in campo con la seconda divisa bianca

Lo sponsor tecnico per la stagione 1986-1987 è stato Puma, mentre lo sponsor ufficiale era Olio Vinci.
| Casa | Trasferta |

## Rosa
| N. |                   | Ruolo | Calciatore                 |
| -- | ----------------- | ----- | -------------------------- |
|    | Italia (bandiera) | D     | Rosario Biondo             |
|    | Italia (bandiera) | D     | Lucio Caccialupi           |
|    | Italia (bandiera) | D     | Vincenzo Chiarenza         |
|    | Italia (bandiera) | D     | Daniele Conti              |
|    | Italia (bandiera) | C     | Stefano Dalla Costa        |
|    | Italia (bandiera) | D     | Gilberto D'Ignazio Pulpito |
|    | Italia (bandiera) | C     | Gaetano Di Maria           |
|    | Italia (bandiera) | A     | Antonio De Vitis           |
|    | Italia (bandiera) | C     | Giuseppe Donatelli         |
|    | Italia (bandiera) | P     | Daniele Goletti            |
|    | Italia (bandiera) | D     | Maurizio Gridelli          |

| N. |                   | Ruolo | Calciatore         |
| -- | ----------------- | ----- | ------------------ |
|    | Italia (bandiera) | P     | Roberto Incontri   |
|    | Italia (bandiera) | A     | Pietro Maiellaro   |
|    | Italia (bandiera) | D     | Sergio Paolinelli  |
|    | Italia (bandiera) | A     | Silvio Paolucci    |
|    | Italia (bandiera) | C     | Silvio Picci       |
|    | Italia (bandiera) | C     | Luigi Rocca        |
|    | Italia (bandiera) | A     | Marco Romiti       |
|    | Italia (bandiera) | C     | Bruno Russo        |
|    | Italia (bandiera) | D     | Felice Secondini   |
|    | Italia (bandiera) | D     | Marco Serra        |
|    | Italia (bandiera) | C     | Vincenzo Tavarilli |

## Risultati

### Serie B

#### Girone di andata
| Arbitro: | Boschi (Parma) |

|            |           |  |
| Rondon 67’ | Marcatori |  |

| Arbitro: | Amendolia (Messina) |

|              |           |           |
| De Vitis 80’ | Marcatori | 77’ Caneo |

| Arbitro: | Pucci (Firenze) |

|            |           |  |
| Pelosi 64’ | Marcatori |  |

| Arbitro: | Tuveri (Cagliari) |

|              |           |            |
| Maiellaro 2’ | Marcatori | 10’ Napoli |

| Arbitro: | Bruschini (Firenze) |

|                              |           |  |
| Pagano 64’ Rebonato 75’, 82’ | Marcatori |  |

| Arbitro: | Baldi (Roma) |

|                              |           |  |
| De Vitis 41’, 75’ Romiti 70’ | Marcatori |  |

| Arbitro: | Leni (Perugia) |

|            |           |  |
| Traini 32’ | Marcatori |  |

| Arbitro: | Casarin (Milano) |

|                        |           |                         |
| Rocca 37’ De Vitis 63’ | Marcatori | 62’ Miceli 90’ Pasculli |

| Arbitro: | Frigerio (Milano) |

|                       |           |  |
| Rabitti 17’ Mochi 19’ | Marcatori |  |

| Taranto 16 novembre 1986 10ª giornata | Taranto         | 0 – 0 | Triestina | Stadio Erasmo Iacovone\| Arbitro: \| Nicchi (Arezzo) \| |
| Arbitro:                              | Nicchi (Arezzo) |       |           |                                                         |

| Arbitro: | Acri (Novi Ligure) |

|                       |           |                     |
| Gregucci 35’ Poli 72’ | Marcatori | 71’ (rig.) De Vitis |

| Arbitro: | Pieri (Genova) |

|                     |           |  |
| D. Conti 33’ (aut.) | Marcatori |  |

| Arbitro: | Boschi (Parma) |

|             |           |             |
| De Vitis 3’ | Marcatori | 16’ Allievi |

| Arbitro: | Baldas (Trieste) |

|             |           |              |
| Vagheggi 2’ | Marcatori | 75’ De Vitis |

| Arbitro: | Fabricatore (Roma) |

|                       |           |          |
| D'Ignazio Pulpito 29’ | Marcatori | 28’ Bivi |

| Arbitro: | Dal Forno (Ivrea) |

|           |           |              |
| Romiti 4’ | Marcatori | 41’ Marocchi |

| Arbitro: | Baldi (Roma) |

|                                             |           |                     |
| Ugolotti 14’ (rig.) Pagliari 50’ Ermini 67’ | Marcatori | 56’ (rig.) De Vitis |

| Taranto 18 gennaio 1987 18ª giornata | Taranto          | 0 – 0 | Sambenedettese | Stadio Erasmo Iacovone\| Arbitro: \| Cornieti (Forlì) \| |
| Arbitro:                             | Cornieti (Forlì) |       |                |                                                          |

| Genova 25 gennaio 1987 19ª giornata | Genoa       | 0 – 0 | Taranto | Stadio Luigi Ferraris\| Arbitro: \| Novi (Pisa) \| |
| Arbitro:                            | Novi (Pisa) |       |         |                                                    |

#### Girone di ritorno
| Arbitro: | Leni (Perugia) |

|                     |           |  |
| Bertozzi 65’ (aut.) | Marcatori |  |

| Arbitro: | Di Cola (Avezzano) |

|                        |           |  |
| Sclosa 15’, 82’ (rig.) | Marcatori |  |

| Arbitro: | Pairetto (Torino) |

|                        |           |             |
| De Vitis 25’, 36’, 70’ | Marcatori | 53’ Chiorri |

| Arbitro: | Vecchiatini (Bologna) |

|                          |           |            |
| Mossini 37’ Catalano 89’ | Marcatori | 88’ Biondo |

| Arbitro: | Boschi (Parma) |

|              |           |  |
| Paolucci 79’ | Marcatori |  |

| Arbitro: | Amendolia (Messina) |

|                 |           |  |
| D. Fontolan 37’ | Marcatori |  |

| Arbitro: | Magni (Bergamo) |

|  |           |                       |
|  | Marcatori | 67’ (aut.) Paolinelli |

| Arbitro: | Luci (Firenze) |

|  |           |               |
|  | Marcatori | 50’ Maiellaro |

| Arbitro: | Gava (Conegliano) |

|           |           |  |
| Serra 13’ | Marcatori |  |

| Arbitro: | Dal Forno (Ivrea) |

|                           |           |              |
| P. Iachini 35’ Causio 73’ | Marcatori | 57’ De Vitis |

| Arbitro: | Testa (Prato) |

|             |           |             |
| Gridelli 1’ | Marcatori | 70’ Fiorini |

| Arbitro: | Vecchiatini (Bologna) |

|              |           |           |
| Gridelli 20’ | Marcatori | 29’ Pulga |

| Arbitro: | Baldi (Roma) |

|            |           |                                    |
| Borghi 50’ | Marcatori | 23’ De Vitis 69’ (aut.) Longobardo |

| Arbitro: | Cornieti (Forlì) |

|                                                                 |           |                           |
| De Vitis 2’, 30’ (rig.) Della Pietra 63’ (aut.) Dalla Costa 70’ | Marcatori | 26’ Parpiglia 65’ Mollica |

| Arbitro: | Baldas (Trieste) |

|                    |           |  |
| Rideout 33’ (rig.) | Marcatori |  |

| Arbitro: | Tarallo (Como) |

|              |           |  |
| Pradella 57’ | Marcatori |  |

| Arbitro: | Dal Forno (Ivrea) |

|                                            |           |                    |
| Paolucci 65’ Gridelli 74’ G. Donatelli 86’ | Marcatori | 65’ (aut.) Goletti |

| Arbitro: | Lombardo (Marsala) |

|               |           |              |
| Di Nicola 18’ | Marcatori | 29’ De Vitis |

| Arbitro: | Lo Bello (Siracusa) |

|                                 |           |  |
| De Vitis 15’, 56’ Maiellaro 46’ | Marcatori |  |

### Coppa Italia

#### Primo turno
| Arbitro: | Frigerio (Milano) |

|  |           |              |
|  | Marcatori | 25’ Paolucci |

| Ferrara 27 agosto 1986 2ª giornata | SPAL              | 0 – 0 | Taranto | Stadio Paolo Mazza\| Arbitro: \| Dal Forno (Ivrea) \| |
| Arbitro:                           | Dal Forno (Ivrea) |       |         |                                                       |

| Arbitro: | Pieri (Genova) |

|  |           |               |
|  | Marcatori | 72’ De Napoli |

| Arbitro: | Baldas (Trieste) |

|  |           |                  |
|  | Marcatori | 29’ (aut.) Rocca |

| Arbitro: | Vecchiatini (Bologna) |

|                                                             |           |  |
| Piscedda 3’ Acerbis 10’ Fiorini 22’, 70’ Goletti 27’ (aut.) | Marcatori |  |

## Statistiche

### Statistiche di squadra
| Competizione | Punti | In casa | In casa | In casa | In casa | In casa | In casa | In trasferta | In trasferta | In trasferta | In trasferta | In trasferta | In trasferta | Totale | Totale | Totale | Totale | Totale | Totale | DR |
| Competizione | Punti | G       | V       | N       | P       | Gf      | Gs      | G            | V            | N            | P            | Gf           | Gs           | G      | V      | N      | P      | Gf     | Gs     | DR |
| ------------ | ----- | ------- | ------- | ------- | ------- | ------- | ------- | ------------ | ------------ | ------------ | ------------ | ------------ | ------------ | ------ | ------ | ------ | ------ | ------ | ------ | -- |
| Serie B      | 33    | 19      | 8       | 10      | 1       | 28      | 14      | 19           | 2            | 3            | 14           | 9            | 26           | 38     | 10     | 13     | 15     | 37     | 40     | -3 |
| Coppa Italia | 3     | 2       | 0       | 0       | 2       | 0       | 2       | 3            | 1            | 1            | 1            | 1            | 5            | 5      | 1      | 1      | 3      | 1      | 7      | -6 |
| Totale       |       | 21      | 8       | 10      | 3       | 28      | 16      | 22           | 3            | 4            | 15           | 10           | 31           | 43     | 11     | 14     | 18     | 38     | 47     | -9 |

### Statistiche dei giocatori
| Giocatore            | Serie B  | Serie B | Serie B     | Serie B    | Coppa Italia | Coppa Italia | Coppa Italia | Coppa Italia | Totale   | Totale | Totale      | Totale     |
| Giocatore            | Presenze | Reti    | Ammonizioni | Espulsioni | Presenze     | Reti         | Ammonizioni  | Espulsioni   | Presenze | Reti   | Ammonizioni | Espulsioni |
| -------------------- | -------- | ------- | ----------- | ---------- | ------------ | ------------ | ------------ | ------------ | -------- | ------ | ----------- | ---------- |
| R. Biondo            | 33       | 1       | ?           | ?          | ?            | ?            | ?            | ?            | 33+      | 1+     | ?           | ?          |
| L. Caccialupi        | 8        | 0       | ?           | ?          | ?            | ?            | ?            | ?            | 8+       | 0+     | ?           | ?          |
| V. Chiarenza         | 6        | 0       | ?           | ?          | ?            | ?            | ?            | ?            | 6+       | 0+     | ?           | ?          |
| D. Conti             | 24       | 0       | ?           | ?          | ?            | ?            | ?            | ?            | 24+      | 0+     | ?           | ?          |
| S. Dalla Costa       | 19       | 1       | ?           | ?          | ?            | ?            | ?            | ?            | 19+      | 1+     | ?           | ?          |
| A. De Vitis          | 37       | 18      | ?           | ?          | ?            | ?            | ?            | ?            | 37+      | 18+    | ?           | ?          |
| G. D'Ignazio Pulpito | 2        | 1       | ?           | ?          | ?            | ?            | ?            | ?            | 2+       | 1+     | ?           | ?          |
| G. Di Maria          | 15       | 0       | ?           | ?          | ?            | ?            | ?            | ?            | 15+      | 0+     | ?           | ?          |
| G. Donatelli         | 26       | 1       | ?           | ?          | ?            | ?            | ?            | ?            | 26+      | 1+     | ?           | ?          |
| D. Goletti           | 23       | -23     | ?           | ?          | ?            | ?            | ?            | ?            | 23+      | -23+   | ?           | ?          |
| M. Gridelli          | 23       | 3       | ?           | ?          | ?            | ?            | ?            | ?            | 23+      | 3+     | ?           | ?          |
| R. Incontri          | 16       | -17     | ?           | ?          | ?            | ?            | ?            | ?            | 16+      | -17+   | ?           | ?          |
| P. Maiellaro         | 31       | 3       | ?           | ?          | ?            | ?            | ?            | ?            | 31+      | 3+     | ?           | ?          |
| S. Paolinelli        | 30       | 0       | ?           | ?          | ?            | ?            | ?            | ?            | 30+      | 0+     | ?           | ?          |
| S. Paolucci          | 30       | 2       | ?           | ?          | ?            | ?            | ?            | ?            | 30+      | 2+     | ?           | ?          |
| S. Picci             | 35       | 0       | ?           | ?          | ?            | ?            | ?            | ?            | 35+      | 0+     | ?           | ?          |
| L. Rocca             | 32       | 1       | ?           | ?          | ?            | ?            | ?            | ?            | 32+      | 1+     | ?           | ?          |
| M. Romiti            | 25       | 2       | ?           | ?          | ?            | ?            | ?            | ?            | 25+      | 2+     | ?           | ?          |
| B. Russo             | 20       | 0       | ?           | ?          | ?            | ?            | ?            | ?            | 20+      | 0+     | ?           | ?          |
| F. Secondini         | 5        | 0       | ?           | ?          | ?            | ?            | ?            | ?            | 5+       | 0+     | ?           | ?          |
| M. Serra             | 28       | 1       | ?           | ?          | ?            | ?            | ?            | ?            | 28+      | 1+     | ?           | ?          |
| V. Tavarilli         | 22       | 0       | ?           | ?          | ?            | ?            | ?            | ?            | 22+      | 0+     | ?           | ?          |